# Instytut Przemysłu Włókien Łykowatych
Instytut Przemysłu Włókien Łykowatych – jednostka organizacyjna Ministra Przemysłu Lekkiego istniejąca w latach 1951–1961, mająca na celu prowadzenia prac naukowo-badawczych nad roślinami włóknodajnymi.

## Powołanie Instytutu
Na podstawie zarządzenia Ministra Przemysłu Lekkiego z 1951 r. w sprawie utworzenia Instytutu Przemysłu Włókien Łykowych ustanowiono Instytut. Zarządzenie Ministra Przemysłu Lekkiego pozostawało w związku z ustawą z 1951 r. o tworzeniu instytutów naukowo-badawczych dla potrzeb gospodarki narodowej.
Zwierzchni nadzór na instytutem sprawował Minister Przemysłu Lekkiego.

## Zadania Instytutu
Zadaniem Instytutu było prowadzenie prac naukowo-badawczych w dziedzinie technicznej, agrobiologicznej, organizacyjnej i ekonomicznej, mających na celu postęp techniczny i gospodarczy w dziedzinie przemysłów opartych na surowcach eksploatowanych z krajowych roślin włóknodajnych oraz w dziedzinie uprawy tych roślin.

## Dochody i wydatki Instytutu
Ogół dochodów i wydatków instytutu objęty był budżetem Państwa (budżet centralny) w części dotyczącej Ministerstwa Przemysłu Lekkiego.

## Zniesienie Instytutu
Na podstawie zarządzenie Przewodniczącego Komitetu Pracy i Płac z 1961 r. w sprawie ustalenia wykazu instytutów naukowo-badawczych uważanych za instytuty techniczne instytut włączono do Instytutu Włókiennictwa.